# Lope Haydn Evans
Lope Haydn Evans (* 2008 oder 2009 in Málaga, Andalusien) ist ein spanischer Schauspieler.

## Leben
Lope Haydn Evans ist der Sohn eines Spaniers und der Waliserin Rachel Evans. Seit seinem dritten Lebensjahr besucht er die Novaschool Sunland International in Cártama, wo seine Mutter als Direktorin und Schauspiellehrerin tätig ist. Er wuchs bilingual mit Englisch und Spanisch als Muttersprachen auf. In einem Interview aus dem Jahr 2020 bezeichnete er den spanischen Schauspieler Antonio Banderas als sein Vorbild und findet es erstaunlich, wie glaubwürdig er sowohl ernsthafte als auch komische Charaktere verkörpern könnte. Einem breiten Publikum wurde Evans durch die Rolle des kränklichen Kindes Michael Salvius in der Netflix-Serie Warrior Nun bekannt, die er 2020 in insgesamt sechs Episoden verkörperte. In der zweiten Staffel wurde der Charakter aus handlungstechnischen Gründen vom irischen Schauspieler Jack Mullarkey gespielt. 2022 spielte Evans in einer Episode der Fernsehserie Five Bedrooms mit.

## Filmografie (Auswahl)
- 2020: Warrior Nun (Fernsehserie, 6 Episoden)
- 2022: Five Bedrooms (Fernsehserie, Episode 3x04)